# Taufbecken (Saint-Menoux)

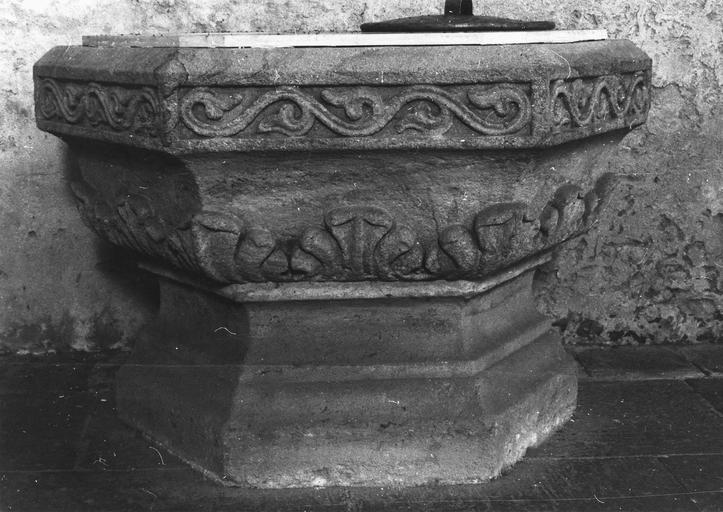
Taufbecken in Saint-Menoux

Das Taufbecken in der Kirche St-Menoux in Saint-Menoux, einer französischen Gemeinde im Département Allier der Region Auvergne-Rhône-Alpes, wurde im 15. Jahrhundert geschaffen. Das Taufbecken aus Stein wurde 1983 als Monument historique in die Liste der geschützten Objekte (Base Palissy) in Frankreich aufgenommen.
Das sechseckige Becken, das 82 cm hoch ist, steht auf einem niedrigen Steinpodest und ist mit floralem Dekor geschmückt.